# Hey DJ (CNCO)
Hey DJ is een nummer van de Amerikaanse boyband CNCO uit 2017, afkomstig van hun titelloze tweede studioalbum. In 2018 verscheen een remix van het nummer met de Amerikaanse zangeres Meghan Trainor en de Jamaicaanse zanger Sean Paul.
"Hey DJ" is een vrolijk nummer dat gaat over de liefde, dansen en de kracht van muziek om mensen bij elkaar te brengen. Ook wordt in de tekst de dj aangemoedigd om muziek op te zetten die het publiek aan het dansen krijgt. De originele versie van alleen CNCO werd vooral in Spaanstalige landen een hit, terwijl de remix met Meghan Trainor en Sean Paul in een aantal Europese landen een bescheiden hitje werd. In Nederland bereikte deze versie de 11e positie in de Tipparade.

## Tracklijst
- Muziekdownload

1. "Hey DJ" - 3:09